# 安军攻占东都之战
安禄山攻占东都之战，天宝十四载（755年）十二月，安禄山率军击败唐朝范阳、平卢节度使封常清所部，攻占洛阳的作战。
安禄山在天宝十四载十一月初九在范阳（今北京城西南）起兵反唐后，率军南下，直指东都洛阳。为阻挡安军攻占洛阳，唐玄宗在十一月十五日，派特进毕思琛去洛阳募兵防守。十一月十七日，命安西节度使封常清为范阳、平卢节度使，赶赴洛阳，开府库，招募新兵，准备迎击安军。封常清昼夜兼程抵达洛阳，十日之内，招募新兵六万人；又下令拆毁洛阳北边黄河之上的河阳桥，来阻止安军从北面进攻洛阳。当知道安军已过黄河，便率所募新兵进屯武牢（即虎牢关，今河南荥阳汜水镇西），阻击叛军。安禄山率軍过黄河之后，迅速攻占陈留郡（今河南省开封市），即挥师西向，在十二月初八日攻陷荥阳。安禄山留下他的部将武令珣守荥阳，命田承嗣、安忠志、张孝忠为前锋，进袭洛阳。途中与封常清部在武牢交战，封常清所率都是没有经过训练的新兵，安军是训练有素的劲旅，尤其田承嗣、安忠志所率的前锋部队，大多是善战的骑兵。唐军刚列好阵势，就被安军铁骑冲垮，大败西逃。封常清收集余众在洛阳城东的葵园拒战，又遭到惨败。于洛阳上东门内又战敗。十二月十二日，安禄山攻陷东都洛阳，叛军自四门入城，纵兵烧杀抢掠。封常清率残部与安军在都亭驿作战，再次战败。退守宣阳门，又战败。只好率领败兵，自苑西破墙西走，退往陕郡（治今河南三门峡市西）。河南尹达奚珣投降叛军，东都留守李憕、御史中丞卢奕等拒不投降，被杀害。安禄山乘中原兵力空虚，迅速发兵南下，步骑协同作战，以骑兵为主要突击力量，快速给唐军突然打击，于是迅速攻占洛阳。